# Opération Rübezahl
Seconde Guerre mondiale
Batailles
Opérations anti-partisans en Croatie
L'opération Rübezahl est une opération menée par les forces allemandes du 3-26 août 1944 destinée empêcher le regroupement des Forces résistantes de Tito.

## But de l'opération
Cette opération était destinée a fixer et détruire les éléments de la force principale des partisans sur le plateau entre les rivières Piva et Tara au Monténégro et afin de les empêcher de pénétrer dans le Sud-Ouest de la Serbie et de repousser une autre partie des partisans en direction de l'ouest, en les éloignant de la rivière Drina en Bosnie et en empêchant leur entrée en Serbie et leur liaison avec les unités de la force principale.
| \| Foča Donja Brezna \| |
| Foča Donja Brezna       |

## Forces en présence
Forces de l'Axe
Les forces de l'Axe représentent une force totale de 45 000 hommes environ sous le ordres du generalleutnant Walter Stettner (de).
 Reich allemand
- 1re division de montagne Ritter von Grabenhofen
- 181e division d'infanterie (éléments)
- 369e division d'infanterie (éléments)
- Jäger Regiment 2 "Brandenburg"

 Waffen-SS
- 7e SS-Freiwilligen-Gebirgs-Division Prinz Eugen
- 13e division de montagne de la Waffen SS Handschar (éléments)

 SS-Polizei
- SS Polizei Regiment 5 (éléments)
- SS-Polizei Selbstschutz Regiment Sandschak

 Corps de volontaires monténégrins
- 1. Rgt/Montenegrinisches Freiwillige Korps (en)
- 3. Rgt/Montenegrinisches Freiwillige Korps (en)

 Légion arabe libre
- Légion arabe libre Krempler (en) (éléments)

 Tchetniks
- 2 brigades d'auxiliaires Tchetniks rassemblant plus de 2 000 hommes rattachés à la 181e division d'infanterie

 Bulgarie
- 61e régiment de la 24e division d'infanterie bulgare

 État indépendant de Croatie
- I Brigade Oustachis
- XI Brigade Oustachis
- 8e brigade de garnison
- 9e brigade de garnison

Résistance
 Partisans
Les partisans représentent une force totale de 20 000 hommes environ.
- 1er corps Prolétarien (NOVJ)
  - 1re division Prolétarienne
  - 6e division Prolétarienne
- 2e corps d'Assaut (NOVJ) 
  - 3e division d'Assaut
  - 29e division d'Assaut
  - 37e division d'Assaut
- 3e corps d'Assaut (NOVJ) 
  - 27e division d'Assaut
  - 38e division d'Assaut
- 12e corps d'Assaut (NOVJ) 
  - 16e division d'Assaut
  - 36e division d'Assaut

## L'opération
L'opération a commencé à partir du 3 août sous les ordres du général Artur Phleps commandant du 5e corps SS de montagne.
Les forces de l'Axe attaquèrent d'abord les 36e et 38e divisions des Partisans en Bosnie orientale pour les rassembler et les encercler autour de Foča sur la Drina.

Après avoir repoussé puis encerclé le corps principal des partisans dans la zone montagneuse de Durmitor, au Monténégro, des combats intenses s'ensuivirent à partir du 12 août. Alors que le maréchal Tito leur avait ordonné d'éviter le contact avec l'ennemi en se déplaçant vers le sud-est, les Partisans subirent de lourdes pertes.
Au cours de la dernière semaine d'août, les divisions partisanes affaiblies, mais toujours intactes, du 1er corps Prolétarien parvinrent à se disperser dans le Monténégro afin de rejoindre le sud-ouest de la Serbie. Une éventuelle liaison à grande échelle avec les forces soviétiques venant de Roumanie était désormais possible.
Le 22 août, 36 avions de transport alliés, escortés par 50 chasseurs, entreprennent, à partir de Donja Brezna à environ 20 kilomètres au sud de la région montagneuse de Durmitor, l'évacuation vers Bari, dans le sud de l'Italie, de 1 059 partisans, la plupart blessés.

## Bilan
L'opération a été un échec pour l'Axe dont les pertes sont inconnues.
Du côté des troupes partisanes on compte 2 052 morts, plus 3 370 morts et blessés estimés, et 242 faits prisonniers.